# Fabricio Núñez
Fabricio Damián Núñez Lozano (Mercedes, Departamento de Soriano, Uruguay; 4 de noviembre de 1985) es un futbolista uruguayo. Juega como delantero y su primer equipo fue River Plate. Actualmente milita en Atlético Fernandino de la Liga Mayor De Maldonado.

## Trayectoria
Debutó como profesional en el club uruguayo River Plate con el que jugó la Copa Sudamericana. Posteriormente en su paso por Godoy Cruz de Mendoza jugó la Copa Libertadores. 
En el segundo semestre del 2013 defendió los colores de Cerro Largo convirtiéndose en el jugador que más goles ha marcado en este club en primera división. Para el Campeonato Apertura 2014 se sumó a Cerro y en 2015 emigró a Ecuador para jugar en Fuerza Amarilla, donde logró el ascenso a la Serie A de aquel país.
En el primer semestre de 2016 tuvo un breve pasaje por Oriental para luego recalar en El Tanque Sisley, equipo en el que sería campeón de la Segunda División Profesional, logrando así el ascenso.
En el mercado de verano de 2017 emigró al fútbol de Albania firmando con el club de primera división Luftëtari Gjirokastër por un año con opción a un segundo.

## Clubes

### Estadísticas
- Actualizado al 31 de diciembre de 2017

| Club                            | Div.                | Temporada           | Liga | Liga | Copa Nacional | Copa Nacional | Copa Internacional | Copa Internacional | Total | Total |
| Club                            | Div.                | Temporada           | PJ   | G    | PJ            | G             | PJ                 | G                  | PJ    | G     |
| ------------------------------- | ------------------- | ------------------- | ---- | ---- | ------------- | ------------- | ------------------ | ------------------ | ----- | ----- |
| River Plate · Uruguay           |                     |                     |      |      |               |               |                    |                    |       |       |
| 1.ª                             | 2006/07             | ?                   | ?    | -    | -             | -             | -                  | ?                  | ?     |       |
| 1.ª                             | 2007/08             | ?                   | ?    | -    | -             | -             | -                  | ?                  | ?     |       |
| 1.ª                             | 2008/09             | ?                   | ?    | -    | -             | 1             | 0                  | ?                  | ?     |       |
| Total                           | Total               | 53                  | 13   | -    | -             | 1             | 0                  | 54                 | 13    |       |
| Cerro Largo · Uruguay           |                     |                     |      |      |               |               |                    |                    |       |       |
| 1.ª                             | 2009/10             | 29                  | 16   | -    | -             | -             | -                  | 29                 | 16    |       |
| 1.ª                             | 2012/13             | 14                  | 5    | -    | -             | -             | -                  | 14                 | 5     |       |
| 1.ª                             | 2013/14             | 16                  | 2    | -    | -             | -             | -                  | 16                 | 2     |       |
| Total                           | Total               | 59                  | 23   | -    | -             | -             | -                  | 59                 | 23    |       |
| Godoy Cruz Argentina            |                     |                     |      |      |               |               |                    |                    |       |       |
| 1.ª                             | 2010/11             | 15                  | 2    | -    | -             | 4             | 0                  | 19                 | 2     |       |
| Total                           | Total               | 15                  | 2    | -    | -             | 4             | 0                  | 19                 | 2     |       |
| Unión Argentina                 |                     |                     |      |      |               |               |                    |                    |       |       |
| 1.ª                             | 2011/12             | 15                  | 0    | 0    | 0             | -             | -                  | 15                 | 0     |       |
| Total                           | Total               | 15                  | 0    | 0    | 0             | -             | -                  | 15                 | 0     |       |
| Defensa y Justicia Argentina    |                     |                     |      |      |               |               |                    |                    |       |       |
| 2.ª                             | 2012/13             | 5                   | 0    | -    | -             | -             | -                  | 5                  | 0     |       |
| Total                           | Total               | 5                   | 0    | -    | -             | -             | -                  | 5                  | 0     |       |
| Cerro · Uruguay                 |                     |                     |      |      |               |               |                    |                    |       |       |
| 1.ª                             | 2014/15             | 12                  | 1    | -    | -             | -             | -                  | 12                 | 1     |       |
| Total                           | Total               | 12                  | 1    | -    | -             | -             | -                  | 12                 | 1     |       |
| Fuerza Amarilla · Ecuador       |                     |                     |      |      |               |               |                    |                    |       |       |
| 2.ª                             | 2015                | 21                  | 3    | -    | -             | -             | -                  | 21                 | 3     |       |
| Total                           | Total               | 21                  | 3    | -    | -             | -             | -                  | 21                 | 3     |       |
| Oriental · Uruguay              |                     |                     |      |      |               |               |                    |                    |       |       |
| 2.ª                             | 2015/16             | 13                  | 4    | -    | -             | -             | -                  | 13                 | 4     |       |
| Total                           | Total               | 13                  | 4    | -    | -             | -             | -                  | 13                 | 4     |       |
| El Tanque Sisley · Uruguay      |                     |                     |      |      |               |               |                    |                    |       |       |
| 2.ª                             | 2016                | 10                  | 4    | -    | -             | -             | -                  | 10                 | 4     |       |
| 1.ª                             | 2017                | 20                  | 4    | -    | -             | -             | -                  | 20                 | 4     |       |
| Total                           | Total               | 30                  | 8    | -    | -             | -             | -                  | 30                 | 8     |       |
| Luftëtari Gjirokastër · Albania |                     |                     |      |      |               |               |                    |                    |       |       |
| 1.ª                             | 2017/18             | 4                   | 0    | 2    | 2             | -             | -                  | 6                  | 2     |       |
| Total                           | Total               | 4                   | 0    | 2    | 2             | -             | -                  | 6                  | 2     |       |
| Total en su carrera             | Total en su carrera | Total en su carrera | 227  | 54   | 2             | 2             | 5                  | 0                  | 234   | 56    |

## Palmarés

### Campeonatos nacionales
| Título                       | Club             | País    | Año  |
| ---------------------------- | ---------------- | ------- | ---- |
| Segunda División Profesional | El Tanque Sisley | Uruguay | 2016 |

### Otros logros
| Título               | Club            | País    | Año  |
| -------------------- | --------------- | ------- | ---- |
| Ascenso a la Serie A | Fuerza Amarilla | Ecuador | 2015 |